# Don Valley-Est (circonscription provinciale)
Circonscription électorale provinciale du Canada
Don Valley-Est ((en) Don Valley East) est une circonscription provinciale de l'Ontario représentée à l'Assemblée législative de l'Ontario depuis 1999.

## Géographie
La circonscription est située dans le sud de l'Ontario, plus précisément une partie de la ville de Toronto incluant les quartiers de Flemingdon Park, Don Mills, Graydon Hall, Parkwoods et Victoria Village.
Les circonscriptions limitrophes sont Beaches—East York, Don Valley-Ouest, Scarborough—Agincourt, Scarborough-Centre, Scarborough-Sud-Ouest et Willowdale.

## Historique
| Législature | Années        | Député         | Député       | Parti   |
| ----------- | ------------- | -------------- | ------------ | ------- |
| 37e         | 1999-2003     |                | David Caplan | Libéral |
| 38e         | 2003-2007     |                | David Caplan | Libéral |
| 39e         | 2007-2011     |                | David Caplan | Libéral |
| 40e         | 2011-2014     | Michael Coteau |              | Libéral |
| 41e         | 2014-2018     | Michael Coteau |              | Libéral |
| 42e         | 2018-2021     | Michael Coteau |              | Libéral |
| 42e         | 2021-2022     |                | Vacant       |         |
| 43e         | 2022–2025     |                | Adil Shamji  | Libéral |
| 44e         | 2025–en cours |                | Adil Shamji  | Libéral |

## Circonscription fédérale
Depuis les élections provinciales ontariennes du 4 octobre 2007, l'ensemble des circonscriptions provinciales et des circonscriptions fédérales sont identiques.